# 京都・バッハ・ゾリステン
京都・バッハ・ゾリステン（きょうと・ばっは・ゾリステン）は、ヨハン・ゼバスティアン・バッハ（いわゆる大バッハ）の作品を中心に演奏活動を行う団体として設立されたプロオーケストラである。京都府京都市を本拠地とする。

## 来歴
1981年に福永吉宏（フルート奏者および合唱指揮者、大阪芸術大学客員教授）によって設立。
1986年には声楽アンサンブルメンバーも加え、《バッハ・カンタータ200曲全曲連続コンサート》として大バッハの残した200曲に及ぶ教会カンタータを全曲演奏するを1987年にスタートさせた。カンタータシリーズの第14回（1991年）から第29回まで6年間にわたり、元ハンブルク音楽大学教授でバリトン声楽家のクラウス・オッカーが賛助出演。2006年からは室内楽コンサートも開催。教会カンタータ全曲演奏は2005年11月に最終回を迎えて完了し、テレビニュース、新聞など各メディアで報道された。これはヨーロッパにおいても非常に稀なことであり、日本では初めての試みである。
京都市内の日本基督教団洛陽教会（上京区）を本拠地として、大バッハのカンタータ演奏を中心に、現在は年2回から3回ほど定期コンサートを開催している。教会カンタータの全曲演奏に引き続き、現在は大バッハの世俗カンタータの全曲演奏に取り組んでいる。
海外での演奏活動も実施しており、1991年、創立10周年記念として元ライプツィヒ・ゲヴァントハウス管弦楽団のコンサートマスターであるゲルハルト・ボッセと共演。1994年8月にベルリンのコングレスハレ、ライプツィヒの聖トーマス教会で、1996年5月、2000年3月にはカールスルーエやフライブルクなど独日協会主催でドイツ演奏旅行を行う。聖トーマス教会にて演奏した『マニフィカト』は当地のマスメディアに絶賛された。
演奏会では現代楽器を使用しているが、アーティキュレーション等の演奏技法については、オリジナル楽器（古楽器）の表現に即しつつ、現代ならではの解釈と表現も加え、いわば普遍的なバッハ像を追求している。
ソリストとしてはテノール声楽家の畑儀文、バリトン声楽家の成瀬当正も参加。
これまでに演奏した曲は前期から後期バロック時代のものが殆どであるが、大バッハの同時代者であり同郷でもあるヘンデルやテレマン、フランス・バロック（ヴェルサイユ楽派）のラモー等の器楽曲の演奏にも取り組んでいる。
京都・バッハ・ゾリステンは、例年年末に大バッハの『クリスマス・オラトリオ』や『マニフィカト』を演奏しており、その他、福永吉宏主催の京都フィグラールコール（合唱団）との合同で、これまで大バッハの『マタイ受難曲』、『ヨハネ受難曲』、『ミサ曲ロ短調』を演奏している。